# Bernard Gainnier
 (juillet 2021).
Bernard Gainnier, né le 2 février 1961 à Marseille, est un dirigeant d’entreprise français. Président de PwC France et Maghreb du 1er juillet 2013 au 30 juin 2021, il est également le fondateur du mouvement #LetsgoFrance et le Président de la F3P (Fédération Française des Firmes Pluridisciplinaires) de janvier 2018 à avril 2021. 
A son départ de PwC en 2021, il fonde Biomanity, une entreprise de biotechnologie. 
Il est aussi Président du pôle Finance Innovation et Président de l’association Télémaque.

## Biographie

### Études et formation
Bernard Gainnier est né le 2 février 1961 à Marseille. Il fait ses études secondaires au lycée de Provence à Marseille et devient titulaire d’une maîtrise de droit à Aix en Provence, d’un DESS de droit des affaires, d’un DESS d’audit interne, d’un diplôme d’expertise comptable et commissaire aux comptes français, du certificat IFRS de l’Essec et d’un Certified Public Accountant américain.

### Parcours au sein de PwC
Bernard Gainnier commence sa carrière au sein de PwC en 1985 à Paris. Il rejoint le bureau de Marseille en 1990 et devient associé en 1995. De 1997 à 2001, il occupe différentes fonctions au sein de PwC à l’international, d’abord en Chine (à Shanghai) puis en Californie (à San José) où il se spécialise dans le secteur des technologies et logiciels. 
En 2002, il revient chez PwC à Paris où il devient l’associé leader du secteur technologies, information, communication, médias et loisirs. 
Il devient membre du comité exécutif de PwC France en 2007 et prend diverses responsabilités transverses (il est notamment l’associé leader du marketing et de la communication). 

### Président de PwC France et Maghreb
Le 1er juillet 2013, il est élu par ses pairs président de PwC France et Maghreb pour un mandat de 4 ans, succédant ainsi à Serge Villepelet,,. 
L’une des missions prioritaires qu'il se donne consiste à accélérer la transformation de PwC en France et en Afrique francophone : transformation des métiers et des outils, de l’environnement et des méthodes de travail, et transformation culturelle en prenant un ensemble d’initiatives pour favoriser le développement personnel des collaborateurs.  

### Après PwC
En 2021, il fonde Biomanity, une entreprise de biotechnologie. 

## Prises de position
Bernard Gainnier lance le mouvement « #LetsgoFrance » en juin 2016, qui a pour vocation de faire rayonner les réussites françaises en France et à l’international et combattre le « French-bashing ».
Il a aussi pris de nombreuses positions dans les médias et le débat public, notamment contre le Brexit, en faveur de la formation à l'Université. 
Il appelle les entreprises à prendre leurs responsabilités en agissant en faveur du bien social aux Rencontres économiques d’Aix en Provence en 2017 et 2018.
En 2019, il fonde l’association Mouv’uppour l’insertion des jeunes décrocheurs sur le marché de l’emploi.

## Autres mandats

### Mandats passés
- Président de la F3P (Fédération Française des Firmes Pluridisciplinaires) depuis fin 2018 à 2021[13],[14]
- Président de la fondation d’entreprise PwC France et Maghreb, élu lors du Conseil d’Administration de la Fondation du 8 juillet 2013 et jusqu'en juin 2021
- Membre du Conseil de Surveillance de Quantum

### Mandats en cours
- Président du pôle de compétitivité mondial Finance Innovation[15]
- Membre du conseil d’administration de Data&Data
- Membre du conseil stratégique des Alumni d’Aix-Marseille Université
- Membre du conseil d’administration de la Fondation DFCG
- Membre du conseil d’administration de Télémaque (association de soutien aux élèves du secondaire de zones sensibles)
- Président du Pôle de Compétitivité Mondial Finance Innovation
- Président de Mouv’up, mouvement citoyen pour l’insertion des jeunes décrocheurs

## Publications
"Fonction Finance : 140 innovations au service de la croissance", 2017, Editions Revue Banque

"Chefs d'entreprise, ce que le monde attend de nous", 2020, Éditions Alisio

## Vie privée
Bernard Gainnier est marié et père de 3 enfants.